# Anna Höfer
Anna Höfer (* 20. April 1986 in Meiningen) ist eine ehemalige deutsche Fußballspielerin.
Anna Höfer begann mit dem Fußball beim SV Haina. 2000 wechselte sie zum FF USV Jena, wo sie das Staatliches Sportgymnasium „Joh. Chr. Fr. GutsMuths“ Jena besuchte. 2004 stieg Höfer mit Jena aus der Regionalliga Nordost in die 2. Fußball-Bundesliga auf, 2008 in die Frauen-Fußball-Bundesliga. Am ersten Spieltag der Saison 2008/09 gab sie bei der 2:3-Heimniederlage gegen den Hamburger SV ihr Debüt in der Bundesliga. Höfer gehörte zum Kader der deutschen U17-Nationalmannschaft.
Im Juli 2011 beendete sie ihre Karriere und ist seitdem im Verein Physiotherapeutin.